# Liste der Bodendenkmale in Nortrup
In der Liste der Bodendenkmale in Nortrup sind die Bodendenkmale der niedersächsischen Gemeinde Nortrup aufgeführt. Die Quelle ist der Denkmalatlas Niedersachsen.
- Bitte beachten Sie, dass diese Liste keinen Anspruch auf Vollständigkeit erhebt.
- Die Angaben ersetzen nicht die rechtsverbindliche Auskunft der zuständigen Denkmalschutzbehörde.
- Es sind nur Daten aus dem Denkmalatlas verarbeitet.
- Der Stand der Liste ist der 9. Mai 2025.

Nortrup im Landkreis Osnabrück

## Allgemein
In den Spalten finden sich folgende Informationen des Bodendenkmales:
| Lage         | geographische Koordinaten                                                           |
| Bezeichnung  | Bezeichnung lt. Denkmalatlas                                                        |
| Beschreibung | Beschreibung lt. Denkmalatlas                                                       |
| ID           | Objekt-ID                                                                           |
| Bild         | Bild, ggf. zusätzlich mit Link zu weiteren Fotos im Medienarchiv Wikimedia Commons. |

## Nortrup
| Lage                        | Bezeichnung                      | Beschreibung | ID       | Bild |
| --------------------------- | -------------------------------- | --- | -------- | ---- |
| 52° 35′ 11″ N, 7° 52′ 36″ O | Nortrup 2, Motte (Felddieksboll) | Einteilige Motte mit gut erhaltenem, rundem Hügel von ca. 70 m Dm. und ca. 6 m H. Im S doppelter wasserführender Graben mit dazwischenliegendem Wall erhalten. Wallhöhe ca. 1,3 m. An der N-Kante des Burghügels steht eine hölzerne Jagdhütte. Im W geht das Grabensystem in ein von Wällen eingefasstes Wasserstaubecken für eine Wassermühle über. Das ehemalige Wall-Grabensystem im N-Bereich der Motte ist eingeebnet und durch den Einbau eines Munitionsbunkers gestört. Burghügel und südliche Hälfte des Wallgrabensystems sind erhalten. Zur Motte selbst sind keine historischen Nachrichten bekannt. Es wird angenommen, dass sie die Vorgängeranlage des nahe gelegenen Wasserschlosses „Gut Loxten“ darstellt. Unter dieser Annahme könnte sie 1474 aufgegeben worden sein, als Johann von Dinklage dort an der Stelle eines bestehenden Gutes einen Rittersitz errichtete. | 28945698 |      |
| 52° 35′ 48″ N, 7° 52′ 4″ O  | Nortrup 3, Grabhügel             | Durchmesser ca. 12 m und Höhe ca. 1,2 m. Rund. Rand abgesetzt. | 28945697 | BW   |
| 52° 35′ 33″ N, 7° 52′ 15″ O | Nortrup 10, Gut Loxten           | Wasserburg mit innerer und äußerer Graft. Sehr gut erhalten. Das Herrenhaus, zwei seitlich im S vorgelagerte Flügelbauten und zwei Ecktürme im N liegen in der inneren Graft. Die Gebäude sind durch eine umlaufende Brüstungsmauer miteinander verbunden. Die Zuwegung erfolgt von S über eine Brücke mit hohen Sandsteinpfeilern. Die äußere Graft umschließt im N einen Park. Östl. des Wasserschlosses liegt ein größerer Teich, an dessen N-Ende ehemals eine Mühle stand. Die Wasserversorgung der Gräftenanlage, des Teiches und der Mühle wurde bzw. wird durch eine künstliche Kanalisierung des Reitbaches (auch Loxter Mühlenbach) sichergestellt. Zur Gestalt der ursprünglichen Wasserburg können keine Aussagen getroffen werden. | 28945696 | BW   |
| 52° 37′ 14″ N, 7° 50′ 8″ O  | Nortrup 13, Motte                | Runder, leicht erhöhter Burgplatz von ca. 25 m Dm., der von einem doppelten konzentrischen Wallgrabensystem umgeben ist. Gesamt-Dm. ca. 75 m, Wallsohl-Br. jeweils ca. 6 m, H. jeweils 0,6 – 0,8 m, Graben-Br. jeweils ca. 5 – 7 m, T. bis 0,5 m. Der Burginnenraum fällt zum inneren Wall hin grabenartig unter das Geländeniveau ab. Die Gräben führen kein Wasser sind aber noch relativ sumpfig. Die Anlage ist offensichtlich ungestört. Es sind keine historischen Quellen bekannt, die sich auf diese Anlage beziehen. Da auch die archäologische Untersuchung keine Funde erbracht hat, kann eine Datierung nur durch ihre Gestalt erfolgen. Die runde Form und die zumindest leichte Aufschüttung lässt sie aber in die Reihe der hochmittelalterlichen Motten stehen. | 28948013 | BW   |